# Обрадович, Душан
Душан Обрадович (серб. Душан Обрадовић; январь 1913, Тепачко-Поле — 1 декабря 1941, Плевля) — югославский черногорский партизан времён Народно-освободительной войны Югославии, Народный герой Югославии.

## Биография
Родился в январе 1913 года в деревне Тепачко-Поле недалеко от Жабляка. Окончил в Жабляке начальную школу и гимназию города Плевля. Изучал право в Белграде, однако из-за бедственного материального положения до конца не доучился, получив неполное высшее образование. Работал в Шавникском суде.
За время обучения на факультете он познакомился со множеством студентов и участвовал в их прокоммунистических демонстрациях. В 1938 году избран председателем общины в Жабляке. С 1940 года член Коммунистической партии Югославии и член Жаблякского местного комитета.
Душан активно участвовал в партизанском движении и готовился к восстанию 13 июля: так, его усилиями было доставлено оружие и проведено обучение вооружённых отрядов Дурмитора. 20 июля 1941 отряды, ведомые Душаном, разоружили итальянский гарнизон и освободили Жабляк, а вскоре Обрадович возглавил батальон Шаранского озера, который в ноябре был включён в Черногорский партизанский отряд для операций в Санджаке.
1 декабря 1941 Обрадович вместе со своим батальоном и заместителем политрука Вуком Кнежевичем отправился на штурм Плевли. В боях за гимназию он был смертельно ранен.
20 декабря 1951 Душану Обрадовичу посмертно присвоено звание Народного героя Югославии.